# الجمارك الأردنية
الجمارك الأردنية هي وكالة حكومية ذات طابع اقتصادي مكلفة بمراقبة التبادلات التجارية على الحدود وتحصيل الضرائب على الواردات. للجمارك دور مهم في دعم الاقتصاد المحلي، من حيث جذب المستثمرين وحماية المنتج المحلي، كذلك التصدّي لعمليات التهريب ونقل المواد الممنوعة والضارة ومراقبة عبور السلع على المنافذ البرية والبحرية والجوية.
يخضع نشاط الجمارك للقوانين والأحكام المحلية، وفي بعض الأحيان للاتفاقيات الدولية.

## تاريخها
في عام 1922 ومع تأسيس إمارة شرق الأردن تم إنشاء أول إدارة للجمارك ، حيث سميت بمديرية المكوس والإحصاء العام، وكانت تخضع الي رئاسة مجلس المستشارين ( رئاسة الوزراء حاليا )، وكان هدفها الإحصاء والمعاينة وجمع الإيرادات عن البضائع الواردة إلى البلاد، وتم إستيفاء رسم إحصاء حتى أصبحت فيما بعد رسم معاينة، وتسمى حاليا الرسوم الجمركية.
أطلق على الدائرة عدة تسميات منذ تأسيسها، فمنذ عام 1926 وحتى 1935 سميت مديرية الجمارك والمكوس، ثم مديرية الجمارك والتجارة والصناعة للفترة ما بين عامي 1936 و1951، ووزارة التجارة / الجمارك للفترة من عام 1951 وحتى 1956، وسميت وزارة المالية / الجمارك منذ عام 1956 وحتى عام 1983، حيث أطلق عليها منذ ذلك العام ولغاية الآن اسم الجمارك الأردنية.

## أهداف الجمارك الأردنية
1. مكافحة التهريب والحد من الانشطة التجارية غير المشروعة.
2. المساهمة في تحفيز بيئة العمل الاستثمارية .
3. رفد وتعزيز المورد المالي للخزينة .
4. تطوير الاداء والقدرات المؤسسية .

## أهمية التفتيش الجمركي
1. منع دخول أو خروج لممنوعات والمقيدات من البضائع التي لا تجيزها القوانين والتشريعات في البلاد.
2. وضع الخطط والسياسات التي تحد من عمليات التهريب الجمركي.
3. تطبيق أنظمة الترخيص الجمركي على البضائع في الحدود المسموح بها.
4. منع التحايل والتقليد والغش التجاري .

## قائمة المراكز الجمركية
| - مركز جمرك الرمثا - مركز جمرك العقبة - مختبر الجمارك/ عمان - جمرك جسر الملك حسين - مركز جمرك معبر وادي الأردن - مركز جمرك عمان - مركز جمرك الكرامة - جمرك جسر الأمير محمد - جمرك مدينة الملك عبد الله الثاني الصناعية/سحاب - مركز جمرك الشيدية - جمرك بريد عمان | - مركز جمرك مدينة الحسين بن عبد الله الثاني - جمرك المنطقة الحرة / الزرقاء - مركز جمرك مصنع اسمنت الجنوب -الرشادية - مركز جمرك مطار الركاب - جمرك مدينة الحسن الصناعية - مركز جمرك جابر - مركز جمرك المدورة - جمرك مطار عمان المدني - مركز جمرك العمري - البونددات الخاصة - جمرك بوندد المحطة |